# Nisída Strongyló (ö i Grekland, Sydegeiska öarna)
Nisída Strongyló är en ö i Grekland.   Den ligger i prefekturen Kykladerna och regionen Sydegeiska öarna, i den sydöstra delen av landet, 160 km sydost om huvudstaden Aten. Arean är 1,9 kvadratkilometer.
Terrängen på Nisída Strongyló är lite kuperad. Öns högsta punkt är 166 meter över havet. Den sträcker sig 1,9 kilometer i nord-sydlig riktning, och 1,5 kilometer i öst-västlig riktning.